# 半額東京
半額東京（英文社名 HangakuTokyo Co., Ltd. ）は東京都渋谷区に本社を置く共同購入型クーポンを提供していた企業である。

## 概要
- 2010年（平成22年）、堀江貴文らの出資により半額東京株式会社を設立。
- 代表者は三澤祥大。
- 半額北海道、半額群馬、半額長野、半額京都、半額沖縄、半額バンコクとFC展開を実施していた。
- 2010年（平成22年）9月9日、半額東京のサービスを開始。サイトシステムは、カウポンを運営するキラメックス株式会社が請け負う。[1]
- 2011年（平成23年）11月25日、ウェブサービス「半額東京」を一時休業すると発表される[2]。また「半額群馬」については運営主体が半額東京株式会社から株式会社D.P.EYEに変更されると発表される[2]。
- 2016年現在、ドメインは別の所有者のもの[3]になっており事実上の事業終了となっている。